# Husaybah
Husaybah (en arabe : حصيبة) est une ville d'Irak située sur le fleuve Euphrate dans la province d'Al-Anbar, à la frontière syrienne (le poste-frontière d'Al-Qa'im se trouvant dans les faubourgs ouest de la ville).